# 미도리초역
미도리초역(일본어: 緑町駅)은 일본 가나가와현 오다와라시에 있는 이즈하코네 철도 다이유잔 선의 역이다.

## 역 구조
단선 승강장 1면 1선의 지상역에서 선로의 동쪽에 승강장이 있다. 무인역으로 역사가 아닌 플랫폼의 이사이다 방향에 짧은 상옥과 출입문이 설치된 것 뿐이다. 자동 매표기 설치는 없지만, 승차표 발행기가 하나 놓여져 있다.

## 역 주변
오다와라 시의 시가지에 위치하고 인가가 많다. 오다와라 역에서 불과 400m 거리에 있는 작은 역으로 플랫폼의 끝에서 오다와라 역 구내를 볼 수 있을 정도이다.

## 역사
- 1935년
  - 6월 14일: 신오다와라 ~ 사가미히로코지 역 구간에 미도리초 역 영업 개시.
  - 6월 16일: 신오다와라 ~ 미도리초 구간을 오다와라 ~ 미도리초 구간으로 전환하고 오다와라 역 환승 케이스 실현. 신오다와라 ~ 미도리초 사이에 사가미히로코지 역 폐지.

## 인접역
| 이즈하코네 철도 ■ 다이유잔 선 | 이즈하코네 철도 ■ 다이유잔 선 | 이즈하코네 철도 ■ 다이유잔 선 |
| ----------------------------- | ----------------------------- | ----------------------------- |
| ID01 오다와라 오다와라 방면   |                               | 이사이다 ID03 다이유잔 방면   |